# Чемпіонат Хорватії з бадмінтону
Чемпіонат Хорватії з бадмінтону — щорічні змагання з бадмінтону у Хорватії. Проводяться під егідою Хорватського бадмінтонного союзу (ХБС) з 1992 року.

## Переможці
| Рік  | Чоловічий одиночний | Жіночий одиночний | Чоловічий парний                 | Жіночий парний                 | Змішаний парний                     |
| ---- | ------------------- | ----------------- | -------------------------------- | ------------------------------ | ----------------------------------- |
| 1992 | Марко Голяк         | Андреа Юрчич      | Не проводився                    | Не проводився                  | Не проводився                       |
| 1993 | Томіслав Фурдін     | Андреа Юрчич      | Алан Крейзегер Даніел Лацко      | Андреа Юрчич Таня Вейнович     | Даніел Лацко Андреа Юрчич           |
| 1994 | Антун Хорват        | Андреа Юрчич      | Антун Хорват Томіслав Фурдін     | Рената Хорват Лідія Петрінович | Антун Хорват Рената Хорват          |
| 1995 | Томіслав Фурдін     | Андреа Юрчич      | Антун Хорват Томіслав Фурдін     | Андреа Юрчич Снєжана Мілешевич | Сілвіо Юрчич Андреа Юрчич           |
| 1996 | Томіслав Фурдін     | Андреа Юрчич      | Сілвіо Юрчич Мірослав Сікавіца   | Андреа Юрчич Снєжана Мілешевич | Сілвіо Юрчич Андреа Юрчич           |
| 1997 | Томіслав Фурдін     | Андреа Юрчич      | Томіслав Фурдін Антун Хорват     | Андреа Юрчич Снєжана Мілешевич | Сілвіо Юрчич Андреа Юрчич           |
| 1998 | Ведран Циганович    | Андреа Юрчич      | Арні Баджюк Дамір Ілич           | Андреа Юрчич Снєжана Мілешевич | Сілвіо Юрчич Андреа Юрчич           |
| 1999 | Сілвіо Юрчич        | Андреа Юрчич      | Йосіп Баре Янко Хранілович       | Андреа Юрчич Морана Есіх       | Сілвіо Юрчич Андреа Юрчич           |
| 2000 | Ведран Циганович    | Андреа Юрчич      | Томіслав Фурдін Антун Хорват     | Матея Салов Мая Савор          | Сілвіо Юрчич Андреа Юрчич           |
| 2001 | Ведран Циганович    | Матеа Чіча        | Ведран Циганович Хрвоє Казесович | Матеа Чіча Морана Есіх         | Ведран Циганович Ана Юрич           |
| 2002 | Ведран Циганович    | Матеа Чіча        | Ведран Циганович Янко Хранілович | Матеа Чіча Морана Есіх         | Невен Ріхтар Мая Савор              |
| 2003 | Ведран Циганович    | Андреа Жворц      | Ведран Циганович Янко Хранілович | Андреа Жворц Сташа Познанович  | Невен Ріхтар Мая Савор              |
| 2004 | Ведран Циганович    | Матеа Чіча        | Звонімір Джюркіняк Лука Зденяк   | Матеа Чіча Морана Есіх         | Невен Ріхтар Мая Савор              |
| 2005 | Невен Ріхтар        | Не проводився     | Невен Ріхтар Ведран Циганович    | Не проводився                  | Звонімір Джюркіняк Андреа Жворц     |
| 2006 | Ведран Циганович    | Андреа Жворц      | Звонімір Джюркіняк Лука Зденяк   | Андреа Жворц Сташа Познанович  | Звонімір Джюркіняк Сташа Познанович |
| 2007 | Звонімір Джюркіняк  | Андреа Жворц      | Звонімір Джюркіняк Лука Зденяк   | Матеа Чіча Морана Есіх         | Звонімір Джюркіняк Сташа Познанович |
| 2008 | Лука Зденяк         | Петра Петранович  | Звонімір Джюркіняк Лука Зденяк   | Матеа Чіча Сташа Познанович    | Звонімір Джюркіняк Сташа Познанович |
| 2009 | Звонімір Джюркіняк  | Андреа Жворц      | Ігор Чімбур Звонімір Гельблінг   | Матеа Чіча Андреа Жворц        | Ігор Чімбур Матеа Чіча              |
| 2010 | Звонімір Джюркіняк  | Андреа Жворц      | Ігор Чімбур Звонімір Гельблінг   | Матеа Чіча Сташа Познанович    | Звонімір Джюркіняк Сташа Познанович |